# تیرل جکسون ویلیامز
تیرل جکسون ویلیامز (انگلیسی: Tyrel Jackson Williams؛ زاده ۱۶ مارس ۱۹۹۶) یک بازیگر، خواننده و موسیقی‌دان اهل آمریکا است که بیشتر برای ایفای نقش «لئو دولی» در مجموعه موش‌های آزمایشگاهی شهرت دارد.
وی برادر کوچکتر تایلر جیمز ویلیامز است و در فیلم شکست در اجرا در کنار برادر خود به ایفای نقش پرداخته‌است.

## زندگی شخصی
ویلیامز در ۱۶ مارس ۱۹۹۷ در ایالت وستچستر نیویورک به دنیا آمد.او از سال ۲۰۰۴ در فیلم‌ها و تبلیغات تلویزیونی مختلف نقش آفرینی کرد.

## فیلم‌ها
- شکست در اجرا - ۲۰۰۶
- خانواده امروزی - ۲۰۱۰
- اجتماع - ۲۰۱۰-۲۰۱۲
- موش‌های آزمایشگاهی - ۲۰۱۲-۲۰۱۵
- براکمایر - ۲۰۱۷-۲۰۲۰

## جوایز
نامزد جوایز برگزیده کودکان محبوترین بازیگر مرد مجموعه‌ تلویزیونی برای سریال موش‌های آزمایشگاهی - سال ۲۰۱۶
نامزد جایزه برگزیده کودکان محبوبترین بازیگر مرد مجموعه‌ تلویزیونی برای سریال موش‌های آزمایشگاهی - سال ۲۰۱۷